# Georges Mikautadze
Georges Mikautadze (en georgià გიორგი მიქაუტაძე, nascut a Lió, França, el 31 d'octubre del 2000) és un futbolista professional de Geòrgia que juga com a davanter a l'Olympique de Lyon de la Ligue 1, Tot i néixer a França, juga amb la selecció de Geòrgia.

## Trajectòria
Va debutar com a professional amb el Metz en una derrota per 4-1 a la Ligue 1 davant l'O.G.C. Niça el 7 de desembre de 2019. El 10 de desembre de 2019 va firmar el seu primer contracte professional amb el Metz, per quatre anys.
El juny de 2020, va ser un dels sis jugadors del Metz que van anar cedits al R.F.C. Seraing de la segona divisió de Bèlgica. Després dels seus nou primers partis amb el Seraing, Mikautadze havia fet 15 gols, 4 d'ells davant del Lommel S.K. el dia del seu debut.
El 30 del 2021, va tornar al Seraing en una segona cessió, amb el club ja a la màxima categoria a Bèlgica.
L'estiu del 2022, Mikautadze va tornar al Metz. Des del principi de la temporada 2022-23, va esdevenir un jugador molt important a la lluita per l'ascens a primera divisió. Al març de 2023, Mikautadze era el màxim golejador de la lliga. Gràcies al seu excel·lent rendiment, la Unió Nacional de Jugadors Professionals (UNPF) el va nomenar Jugador del Mes. Després d'haver fet nou gols més a l'abril i al maig, va ser seleccionat a l'Equip de la Setmana sis vegades seguides durant aquest període. Al final de la temporada va ser el màxim golejador i millor jugador de la lliga.
Amb el Metz ascendit a la Ligue 1 el 2023-24, Mikautadze va tenir un gran inici de temporada, marcant dos gols i donant una assistència en tres partits.
El 30 d'agost de 2023, l'Ajax va anunciar el fitxatge de Mikautadze pels propers cinc anys per un valor de 16 milions d'euros, que podria augmentar a 19 milions d'euros amb complements. Va fer el seu debut començant i jugant el partit complet, en un empat 0-0 a casa del Fortuna Sittard. Durant la primera meitat de la campanya 2023-24, Mikautadze va fer només nou aparicions en totes les competicions per a l'Ajax, sense aconseguir un gol. Per aquest i d'altres motius, el 4 de gener de 2024, Mikautadze va tornar al Metz, cedit per l'Ajax fins al final de la temporada 2023-24. L'acord incloïa una opció de compra, que es calcula que rondava els 10 milions d'euros.
Durant la temporada 23-24, Mikautadze va ser escollit Jugador del Mes pels seguidors de Metz tres vegades: l'agost, febrer i abril. Malgrat els seus 13 gols en 20 partits, el seu equip va acabar perdent la categoria a la promoció contra l'AS Saint-Etiene.
El 18 de juliol de 2024, tot i tenir un acord previ amb l'AS Monaco, Mikautadze va signar amb l'Olympique de Lió un contracte de quatre anys, per un import inicial de 18,5 milions d'euros, amb variables que podrien augmentar el traspàs fins als 23 milions d'euros. Un mes més tard, el 18 d'agost de 2024, va jugar el seu primer partit amb el Lió, una derrota per 3-0 davant el Rennes.
Mikautadze va obrir el seu compte de gols amb un doblet en un empat 2-2 contra l'Auxerre el 27 d'octubre de 2024. El 28 de novembre de 2024, a la cinquena jornada de la fase de lliga de la Lliga de Camipons 2024–25, va marcar dos gols en la victòria per 4-1 sobre el Qarabağ, els seus primers gols en competicions europees.

## Selecció de Geòrgia
Mikautadze va ser convocat per primer cop per a la selecció de Geòrgia del tècnic francès Willy Sagnol el març de 2021. Va dir a la premsa que havia somiat amb jugar a Geòrgia des de la seva infantesa.
Mikautadze va debutar amb la selecció de Geòrgia en una derrota per 1-0 per la Copa del Món de la FIFA 2022 davant Suècia el 25 de març de 2021. El juny del 2021, va marcar el seu primer gol internacional en una victòria amistós fora de casa per 2-1 contra Romania.
El 12 d'octubre de 2023, Mikautadze va marcar 4 gols, el seu primer hat-trick internacional (pòquer en aquest cas), en un amistós que va acabar 8-0 contra Tailàndia, la major victòria a la història de la selecció georgiana.
Durant la fase de classificació de Geòrgia per a l'Eurocopa 2024, Mikautadze va marcar tres gols en deu partits (inclosos els play-off): dos contra Xipre i un contra Noruega, contribuint a la primera classificació del seu país per a un torneig important. Va ser uns del escollits per Willy Sagnol per participar a l?Eurocopa i el 18 de juny, Mikautadze va marcar el primer gol del seu país a la competició europea, en empatar provisionalment contra Turquia en el primer partit de Geòrgia, que va acabar amb una derrota per 3-1. Quatre dies després, va marcar un penal en el segon partit del grup del seu equip, un empat 1-1 contra la República Txeca. El 26 de juny, Mikautadze va marcar un altre penal en la victòria per 2-0 sobre Portugal, assegurant la classificació del seu país per a la fase eliminatòria com un dels millors tercers classificats, i concloent la fase de grups com a màxim golejador de la competició amb tres gols en total. En acabar el torneig, Mikautadze va acabar igualat amb cinc jugadors més amb tres gols, i així va compartir el premi al màxim golejador.

## Estadístiques

#### Club
Actualitzat a 13/4/2025
| Club                           | Div.          | Temporada     | Lliga | Lliga | Lliga   | Copa nacional | Copa nacional | Copa nacional | Copa internacional | Copa internacional | Copa internacional | Altres | Altres | Total | Total | Total   |
| Club                           | Div.          | Temporada     | Part. | Gols  | Assist. | Part.         | Gols          | Assist.       | Part.              | Gols               | Assist.            | Partis | Gols   | Part. | Gols  | Assist. |
| ------------------------------ | ------------- | ------------- | ----- | ----- | ------- | ------------- | ------------- | ------------- | ------------------ | ------------------ | ------------------ | ------ | ------ | ----- | ----- | ------- |
| FC Metz França                 | 1a            | 2019-20       | 1     | 0     | 0       | 0             | 0             | 0             | ―                  | ―                  | ―                  | 0      | 0      | 1     | 0     | 0       |
| R. F. C. Seraing Bèlgica       | 2a            | 2020-21       | 23    | 22    | 2       | 1             | 0             | 0             | ―                  | ―                  | ―                  | 2      | 3      | 24    | 22    | 2       |
| FC Metz França                 | 1a            | 2021-22       | 1     | 0     | 0       | 0             | 0             | 0             | ―                  | ―                  | ―                  | ―      | ―      | 1     | 0     | 0       |
| R. F. C. Seraing Bèlgica       | 1a            | 2021-22       | 30    | 10    | 1       | 3             | 4             | 1             | ―                  | ―                  | ―                  | 2      | 1      | 33    | 14    | 2       |
| R. F. C. Seraing Bèlgica       | Total club    | Total club    | 53    | 32    | 3       | 4             | 4             | 1             | 0                  | 0                  | 0                  | 4      | 4      | 57    | 36    | 4       |
| F. C. Metz França              | 2a            | 2022-23       | 37    | 23    | 8       | 3             | 1             | 0             | ―                  | ―                  | ―                  | ―      | ―      | 40    | 24    | 8       |
| F. C. Metz França              | 1a            | 2023-24       | 20    | 13    | 2       | 0             | 0             | 0             | ―                  | ―                  | ―                  | 2      | 1      | 22    | 14    | 2       |
| F. C. Metz França              | Total club    | Total club    | 59    | 36    | 10      | 3             | 1             | 0             | 0                  | 0                  | 0                  | 2      | 1      | 62    | 38    | 10      |
| Ajax d'Amsterdam Països Baixos | 1a            | 2023-24       | 6     | 0     | 0       | 1             | 0             | 0             | 2                  | 0                  | 0                  | ―      | ―      | 9     | 0     | 0       |
| Ajax d'Amsterdam Països Baixos | Total club    | Total club    | 6     | 0     | 0       | 1             | 0             | 0             | 2                  | 0                  | 0                  | 0      | 0      | 9     | 0     | 0       |
| Olympique de Lió França        | 1a            | 2024-25       | 29    | 8     | 4       | 2             | 2             | 0             | 9                  | 4                  | 4                  | ―      | ―      | 38    | 14    | 8       |
| Olympique de Lió França        | Total club    | Total club    | 29    | 9     | 4       | 2             | 2             | 0             | 10                 | 4                  | 4                  | 0      | 0      | 41    | 15    | 8       |
| Total carrera                  | Total carrera | Total carrera | 166   | 85    | 14      | 10            | 5             | 1             | 12                 | 4                  | 0                  | 6      | 5      | 194   | 98    | 13      |

#### Selecció
Actualitzat a 28/3/2025
| Selecció | Any natural | Partits Jugats | Gols aconseguits |
| -------- | ----------- | -------------- | ---------------- |
| Geòrgia  | 2021        | 7              | 1                |
| Geòrgia  | 2022        | 6              | 1                |
| Geòrgia  | 2023        | 9              | 7                |
| Geòrgia  | 2024        | 13             | 7                |
| Geòrgia  | 2025        | 2              | 4                |
| Total    | Total       | 37             | 20               |

## Palmarès

#### Individual
- Jugador de l'any a la Ligue 2: 2022–23[17]
- Equip de l'any de la Ligue 2: 2022–23[18]
- Màxim golejador de la Eurocopa 2024 de la UEFA (compartit)[19]
- Ordre d'Honor de Geòrgia: 2024[20]